# Opération de banque
Les opérations de banque désignent l'ensemble des opérations dont l'exercice à titre habituel relève du monopole bancaire. Ces activités sont visées à l'article L311-1 du Code monétaire et financier et comprennent la réception des fonds du public, les opérations de crédit et la mise à disposition des moyens de paiement.

## La réception des fonds du public
Constitue une opération de banque le fait de recueillir des fonds ou dépôt du public, avec le droit d'en disposer pour son propre compte et à charge de restitution. La réception de fonds du public  à vue ou à moins de deux ans de terme relève du monopole bancaire.

## Les opérations de crédit
L’article L. 313-1 CMF dispose en son alinéa premier que « Constitue une opération de crédit tout acte par lequel une personne agissant à titre onéreux met ou promet de mettre des fonds à la disposition d'une autre personne ou prend, dans l'intérêt de celle-ci, un engagement par signature tel qu'un aval, un cautionnement, ou une garantie. ».
Une double condition est ainsi nécessaire : le caractère habituel et onéreux des opérations.  
Le critère de l'habitude est considéré comme satisfait par la jurisprudence dès la deuxième opération.
Quant au critère de la rémunération, il faut en conclure que le prêt gratuit n'est pas une opération de crédit visée par le monopole bancaire. 
si l'un de ces deux conditions n'est pas remplie, le monopole bancaire des opérations de crédit ne s'applique pas.  
Le commerce des crédits est réservé aux établissement de crédit (article L. 511-1 du Code monétaire et financier). Le non-respect de cette disposition est sanctionné pénalement.

## La mise à disposition de moyens de paiement
Constitue une opération de banque le fait de mettre à disposition et de gérer des instruments qui permettent à une personne de transférer des fonds, quels que soient le support ou le procédé technique utilisé.